# 弗拉德连·米哈伊洛夫
弗拉德连·米哈伊洛维奇·米哈伊洛夫（俄语：Владлен Михайлович Михайлов，1925年1月24日—2004年11月13日），苏联军事领导人。1990年晋升大将。1987年至苏联解体前为苏军情报机构格鲁乌负责人。

## 生平
1925年生于斯摩棱斯克省。1942年参加苏联红军。1945年加入联共（布）。
第二次世界大战期间，在远东地区服役，任第25集团军第156预备役军校学员。1943年3月，符拉迪沃斯托克步兵学校学员。1944年7月毕业后，留校任训练排排长。1947年毕业于列宁格勒军区高级指挥人员训练班。1949年毕业于符拉迪沃斯托克步兵学校，留校任连长。
1951年10月至1954年，在伏龙芝军事学院进修。毕业后在波罗的海沿岸军区服役，历任步兵营营长、摩托化步兵营营长。1958年11月，任摩托化步兵第132师第453团参谋长。1960年7月，任近卫摩托化步兵第8师第23团参谋长，1964年2月升任团长。
1966年8月至1968年7月，在总参谋部军事学院进修。毕业后，任近卫第8集团军苏军驻德集群副参谋长兼作战部长。1969年3月，任近卫坦克第2集团军摩托化步兵第21师师长。1972年11月，任第15集团军参谋长。1975年8月，任土耳其斯坦军区参谋长兼第一副司令。
1979年2月，任越南人民军苏联军事专家组组长。1980年3月回国，在苏联武装力量总参谋部工作，任作战部七局局长。1983年12月，任远东军区参谋长。
1987年2月至7月，任苏联武装力量总参谋部情报总局第一副局长。1987年7月至1991年10月，任苏联武装力量总参谋部副总参谋长兼情报总局局长。
米哈伊洛夫是苏联人民代表大会代表（1989年－1991年）。
1992年3月退役。2004年11月13日在莫斯科逝世，葬于特罗耶库罗夫公墓。

## 军衔
- 少将（1970年11月6日）
- 中将（1976年10月28日）
- 上将（1983年11月3日）
- 大将（1990年10月24日）